# Pidonia morikawai
Pidonia morikawai là một loài bọ cánh cứng trong họ Cerambycidae.